# Кристиан X
Кристиан X (дат. Christian 10.; крестильные имена — Кристиан Карл Фредерик Альберт Александр Вильгельм, дат. Christian Carl Frederik Albert Alexander Vilhelm; 26 сентября 1870, Шарлоттенлунн, Гентофте, Дания — 20 апреля 1947, Амалиенборг, Копенгаген, Дания) — король Дании c 14 мая 1912 и король Исландии с 1 декабря 1918 по 17 июня 1944 года. Имел чины прусского генерал-полковника и шведского генерала, норвежского, шведского, британского (29 ноября 1920) и германского адмиралов (24 февраля 1913).

## Биография
Кристиан родился 26 сентября 1870 года в замке Шарлоттенлунн близ Копенгагена в семье Фредерика VIII и Ловизы Шведской.
Он был первым Глюксбургом, родившимся в Дании. Получил военное образование. Имел чины: шведского генерал-майора (15 мая 1912), шведского, норвежского и германского адмирала (24 февраля 1913), британского адмирала (29 ноября 1920), прусского генерал-полковника. С 1906 года кронпринц и член Государственного совета. В 1912 году унаследовал датский престол.
В 1920 году был проведён референдум, по результатам которого Северный Шлезвиг и часть Центрального Шлезвига были возвращены в состав Дании. Попытка Кристиана X добиться возврата всего Центрального Шлезвига привела к внутриполитическому кризису, поставившему под угрозу существование датской монархии (старейшей в Европе). После оккупации Дании в апреле 1940 года король остался в стране и стал символом морального сопротивления датчан. В 1942 году был фактически заключён под домашний арест.
Кристиан X был племянником принцессы Дагмары Датской (российской императрицы Марии Фёдоровны) и двоюродным братом Николая II. Его младший брат принц Карл стал королём Норвегии под именем Хокон VII.

## Король Дании

### До войны

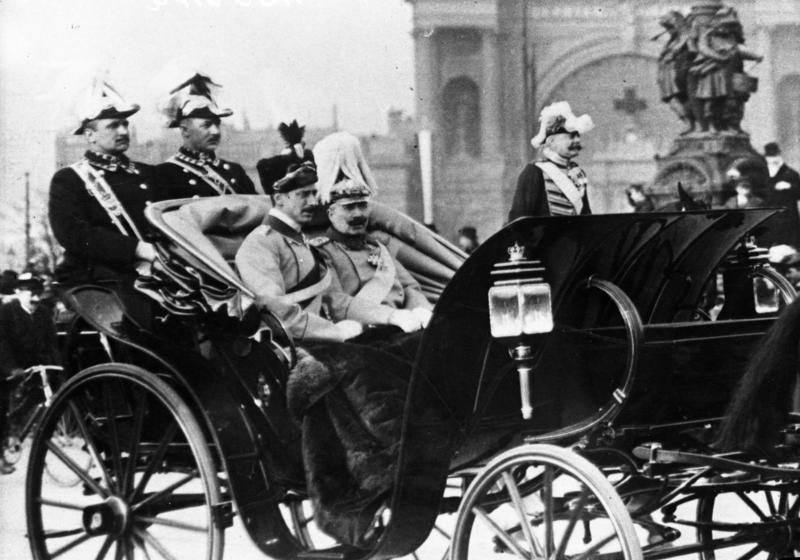
Король Кристиан X и Император Германии Вильгельм II в 1913 году

14 мая 1912 года король Фридрих VIII умер, упав в обморок от одышки во время прогулки в парке в Гамбурге, Германия. Он возвращался из восстановительного пребывания в Ницце, Франция, и оставался анонимно в городе, прежде чем продолжить путь в Копенгаген. Кристиан был в Копенгагене, когда услышал о кончине своего отца и вступил на престол как Кристиан X.
В апреле 1920 года Кристиан спровоцировал Пасхальный кризис, возможно, самое решающее событие в эволюции датской монархии в XX веке. Непосредственной причиной был конфликт между королем и кабинетом по поводу воссоединения с Данией Шлезвига, бывшей датской вотчины, которая отошла Пруссии во время Второй Шлезвигской Войны. Датские претензии на регион сохранялись до конца Первой мировой войны, когда поражение немцев позволило разрешить спор. Согласно условиям Версальского договора, принадлежность Шлезвига должны были определить два плебисцита: один в Северном Шлезвиге (датское Южное Ютландское графство 1971—2006), другой в Центральном Шлезвиге (сегодня часть немецкой земли Шлезвиг-Гольштейн). Плебисцит в Южном Шлезвиге не планировался, так как в нем доминировало этническое немецкое большинство и, в соответствии с преобладающими настроениями того времени, он оставался частью послевоенного немецкого государства.
В Северном Шлезвиге 75 % проголосовали за воссоединение с Данией и двадцать пять процентов за то, чтобы остаться с Германией. В этом голосовании весь регион считался неделимой единицей, и весь регион был присужден Дании. В Центральном Шлезвиге ситуация изменилась на противоположную: восемьдесят процентов проголосовали за Германию и двадцать — за Данию. В этом голосовании каждый муниципалитет решал свое собственное будущее, и немецкое большинство возобладало везде. В свете этих результатов правительство премьер-министра Карла Теодора Сале решило, что воссоединение с Северным Шлезвигом может продолжаться, в то время как Центральный Шлезвиг останется под немецким контролем.
Многие датские националисты считали, что город Фленсбург в центре Шлезвига должен быть возвращен Дании независимо от результатов плебисцита, из-за значительного датского меньшинства там и общего желания видеть Германию постоянно ослабленной в будущем. Кристиан X согласился с этими настроениями и приказал премьер-министру Сале включить Фленсбург в процесс воссоединения. Поскольку Дания действовала как парламентская демократия со времен кабинета Дейнцера в 1901 году, Сале считал, что не обязан подчиняться. Он отказался выполнить приказ и ушел в отставку через несколько дней после жаркого обмена мнениями с королем.
Впоследствии Кристиан X распустил остальную часть кабинета и заменил его фактически консервативным кабинетом. Увольнение вызвало демонстрации и почти революционную атмосферу в Дании, и в течение нескольких дней будущее монархии казалось очень сомнительным. В свете этого были открыты переговоры между королем и членами партии социал-демократов. Столкнувшись с потенциальным свержением датской короны, Кристиан X отправил в отставку и распустил своё собственное правительство, установив компромиссный кабинет до выборов, которые могли бы состояться позже в этом году.
Это был последний раз, когда действующий датский монарх пытался предпринять политические действия без полной поддержки парламента. После кризиса Кристиан X признал свой, резко ограниченный в полномочиях, статус символического главы государства.

### Во время Второй Мировой войны

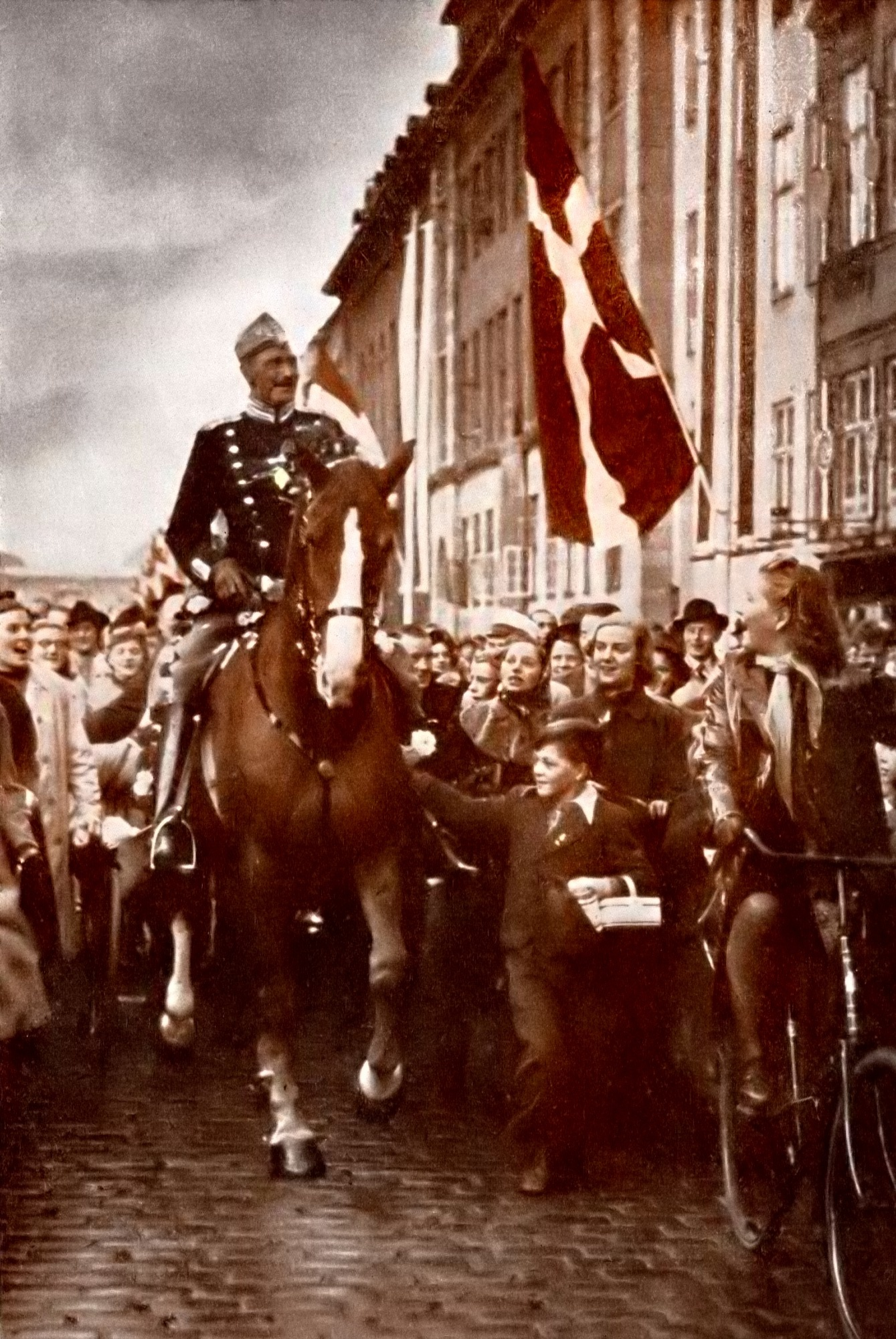
Кристиан X едет верхом по Копенгагену в свой день рождения 26 сентября 1940 года. Ежедневные верховые поездки короля по столице во время оккупации были символом сохранения суверенитета Дании.

В 4 часа утра 9 апреля 1940 года нацистская Германия неожиданно вторглась в Данию, сокрушив датскую армию и флот и уничтожив датский армейский воздушный корпус. Кристиан X быстро понял, что Дания находится в невозможном положении. Территория и население Дании были слишком малы, чтобы противостоять Германии в течение длительного периода времени. Её равнинная территория легко была бы захвачена немецкими танками; например, Ютландия была бы в скором времени захвачена танковой атакой из Шлезвиг-Гольштейна непосредственно на юге. В отличие от своих северных соседей, Дания не имела горных хребтов, с которых можно было бы оказать длительное сопротивление немецкой армии. Не имея возможности продержаться какое-либо время, и столкнувшись с явной угрозой бомбардировки Люфтваффе гражданского населения Копенгагена, и только с одним генералом в пользу продолжения борьбы, Кристиан X и все датское правительство капитулировали около 6 утра, в обмен на сохранение политической независимости во внутренних делах, начало оккупации Дании, которая продолжалась до 5 мая 1945 года.
В отличие от своего брата, короля Норвегии Хокона VII и королевы Нидерландов Вильгельмины, короля Греции Георга II, великой герцогини Люксембургской Шарлотты, короля Югославии Петра II, президента Чехословакии Эдварда Бенеша и президента Польши Владислава Рачкевича, которые отправились в изгнание во время нацистской оккупации своих стран, Кристиан X (как и король Бельгии Леопольд III) оставался в своей столице на протяжении всей оккупации Дании, будучи для датского народа видимым символом национального дела (Хокон избежал немецкого наступления после отказа принять марионеточный режим).
До введения Германией военного положения в августе 1943 года официальные речи Кристиана отражали официальную политику правительства по сотрудничеству с оккупационными силами, но это не мешало датскому народу видеть в нем человека «умственного сопротивления». В течение первых двух лет немецкой оккупации, несмотря на свой возраст и тяжелое положение, он, тем не менее, ежедневно ездил на своем коне Джубили через Копенгаген без сопровождения конюха, не говоря уже об охране. Популярным способом для датчан проявить патриотизм и молчаливое сопротивление немецкой оккупации было ношение маленькой квадратной пуговицы с датским флагом и коронованными вензелем короля. Этот символ был назван Эмблемой короля, и помог финансировать транспортировку датских евреев в незанятую Швецию, где они будут в безопасности от нацистских преследований.
После падения с лошади 19 октября 1942 года, престарелый король стал практические инвалидом до самого конца своего правления. Роль, которую он сыграл в создании Пасхального кризиса 1920 года, значительно уменьшила его популярность, но его ежедневные поездки, «Телеграммный кризис» 1942 года и восхищённые истории, распространённые датско-американскими кругами, снова сделали его популярным до такой степени, что он стал любимым национальным символом.
Кристиан X окончил свои дни во Дворце Амалиенборг в Копенгагене, в 1947 году, и был похоронен вместе с другими членами датской королевской семьи в соборе Роскилле, недалеко от Копенгагена.

## Король Исландии
В конце 1918 года Исландия, часть датского королевства, стала суверенным государством в личном союзе с королём Дании. Кристиан стал королем в основном автономного Королевства Исландии. Кристиан был первым и единственным монархом, который когда-либо правил Исландией как суверенным королевством, а не управлял ею как провинцией. В 1941 году, после немецкой оккупации Дании и оккупации Исландии союзниками, исландское правительство пришло к выводу, что Кристиан не может выполнять свои обязанности главы государства Исландии, и поэтому назначило Свейна Бьёрнссона регентом государства. Он ранее был послом Исландии в Копенгагене.
В 1944 году, когда Дания все еще находилась под немецкой оккупацией, исландцы проголосовали на плебисците за разрыв связи с Данией и учреждении республики. Таким образом, Кристиан перестал быть королём Исландии, а Свейн Бьернссон был избран первым президентом Исландии исландским парламентом. Кристиан, который верил с слова Свейна, что Исландия не сделает дальнейших шагов к независимости, пока продолжается оккупация, чувствовал, что ситуация исчерпала себя. Однако по настоянию своего родственника, короля Швеции, Кристиан все же принял этот исход и направил поздравительное послание Исландии во время празднования основания Республики 17 июня 1944 года. Письмо короля вызвало недовольство во время празднования. Несмотря на неявное признание независимости Исландии, Кристиан никогда не прекращал использовать титул «Король Исландии» и продолжал включать его в свой титул до самой смерти в 1947 году.

## Брак и дети

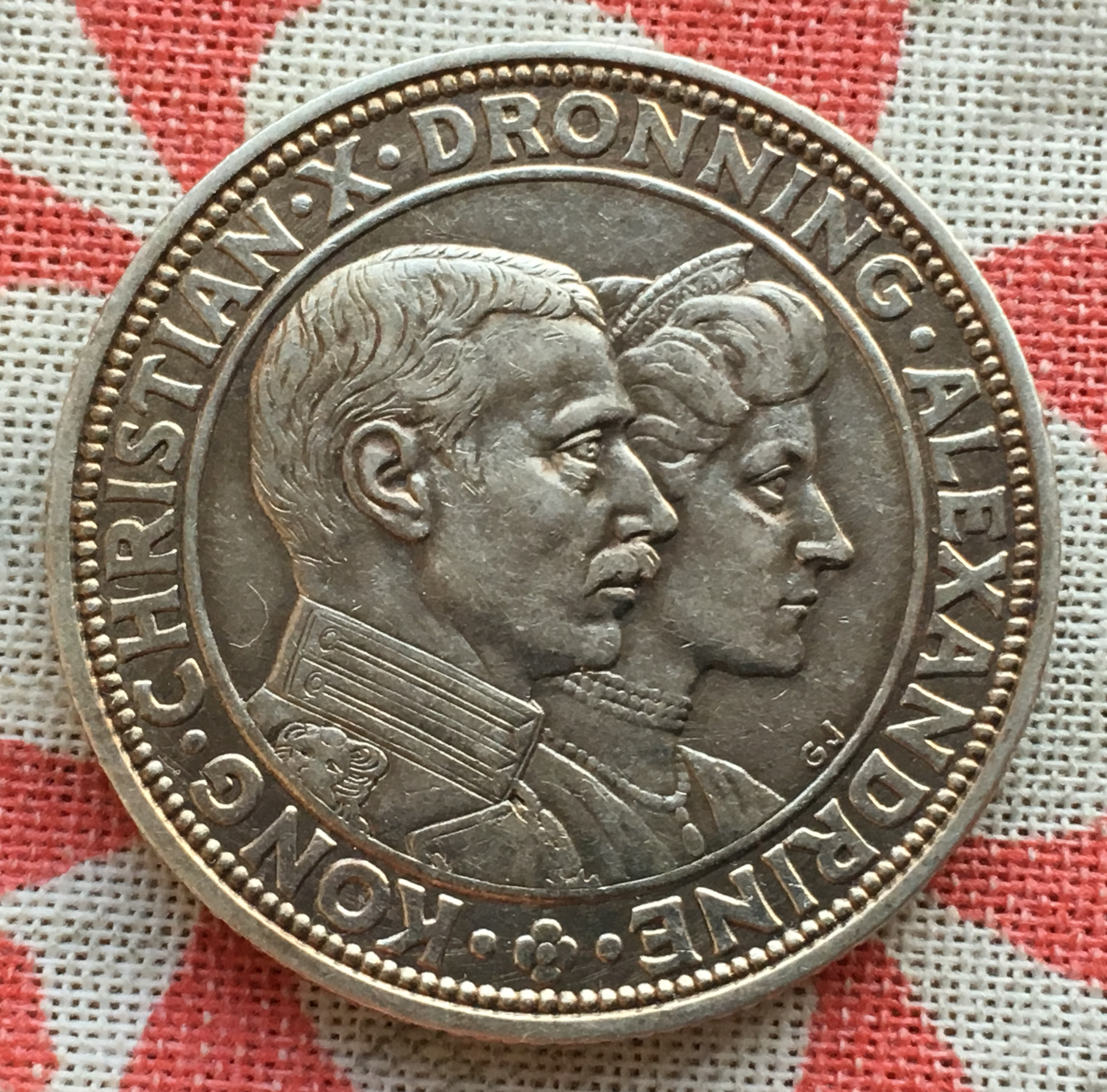
Монета Дании 2 кроны, Серебряная годовщина свадьбы Кристиана Х и Александрины, серебро, 1923

26 апреля 1898 года в Каннах он женился на Александрине, герцогине Мекленбург-Шверинской (1879—1952). Супруги состояли в дальнем родстве, будучи братом и сестрой в четвёртом и пятом колене. Их общими предками были прусские короли Фридрих Вильгельм II и Фридрих Вильгельм III.
У четы было двое детей:
- принц Фредерик (1899—1972), позже король Фредерик IX
- принц Кнуд (1900—1976)

## Масонство
Кристиан X был посвящён в масонство в 1889 году в Датском ордене вольных каменщиков. С 1912 года и до самой смерти в 1947 году был великим мастером ордена. Датский орден вольных каменщиков использует Шведский устав, который принят как единственный масонский устав во всей Скандинавии, в Швеции, Норвегии, Исландии, частично в Финляндии, а также в Германии.

## Легенда о ношении «жёлтой звезды»
Существует городская легенда, согласно которой после оккупации Дании нацистами, когда Кристиан X узнал о приказе об обязательном ношении датскими евреями жёлтой звезды, он нашил этот знак себе на одежду, сказав, что все датчане равны, и после этого приказ был отменён. Несмотря на то, что эта история часто рассказывается в средствах массовой информации, она никогда не происходила на самом деле; в частности, оккупационные власти никогда не издавали приказа датским евреям носить такие знаки. Впрочем, после совещания Кабинета министров в 1941 году, посвященного вопросу о том, что немецкие власти заставляют евреев носить отличительные знаки в том числе и в оккупированных странах, король в своём дневнике писал: «если евреев Дании заставят носить символ, что отличает их от других сограждан, все мы тоже будем носить этот символ», что, вероятно, и стало основой для возникновения легенды. В разных версиях легенды примеру короля последовали другие члены королевской семьи и даже многие простые датчане.
Легенда стала широко известной отчасти благодаря упоминанию в книге Леона Юриса «Исход», написанной в 1958 году.
Легенде был посвящён один из эпизодов художественного фильма Эльдара Рязанова «Андерсен. Жизнь без любви» (по фантастическому сюжету фильма, Х. К. Андерсен на время переносится в оккупированную нацистами Данию и оказывается на месте Кристиана X. Видя унижения, которым подвергаются евреи, Андерсен — Кристиан X просит королеву Александрину прикрепить к его одежде жёлтую звезду Давида в знак солидарности с ними. Со звездой Давида на груди он совершает конные прогулки по Копенгагену. Примеру короля следуют простые датчане, прикрепляя к своей одежде, зданиям и машинам жёлтые звёзды).
В израильском мемориале «Яд ва-Шем» на Аллее праведников дерево № 25 посвящено Народу Дании, № 26 — Королю Кристиану X.

## Галерея

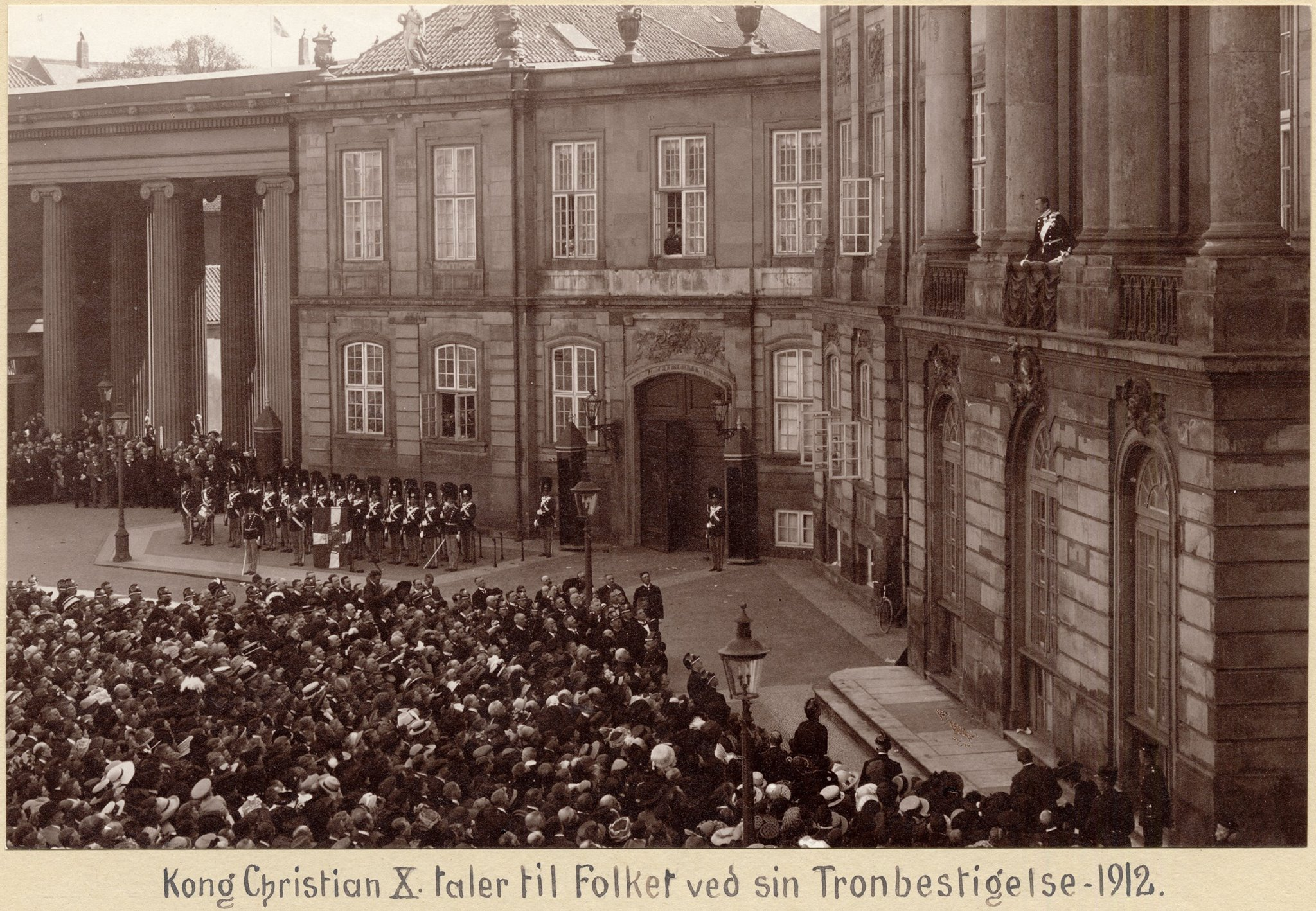
Кристиан Х во время восшествия на престол.
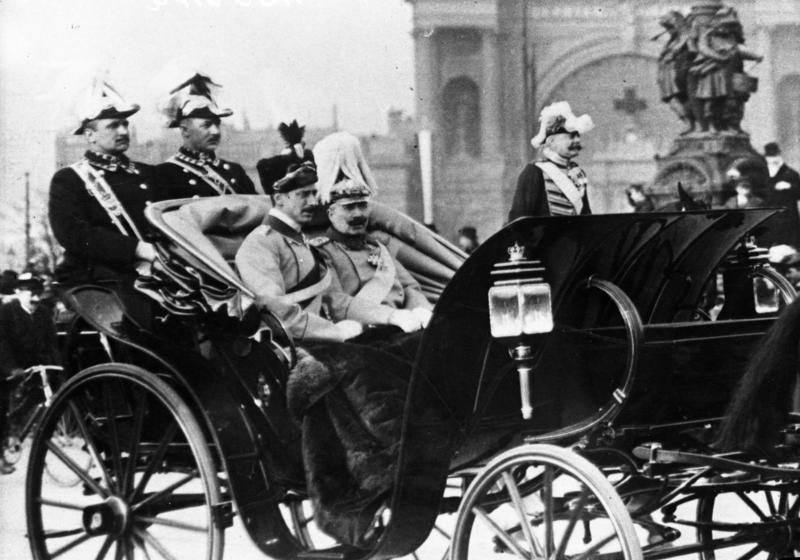
Король Кристиан X и Император Германии Вильгельм II во время визита первого в Берлин в 1913 году.
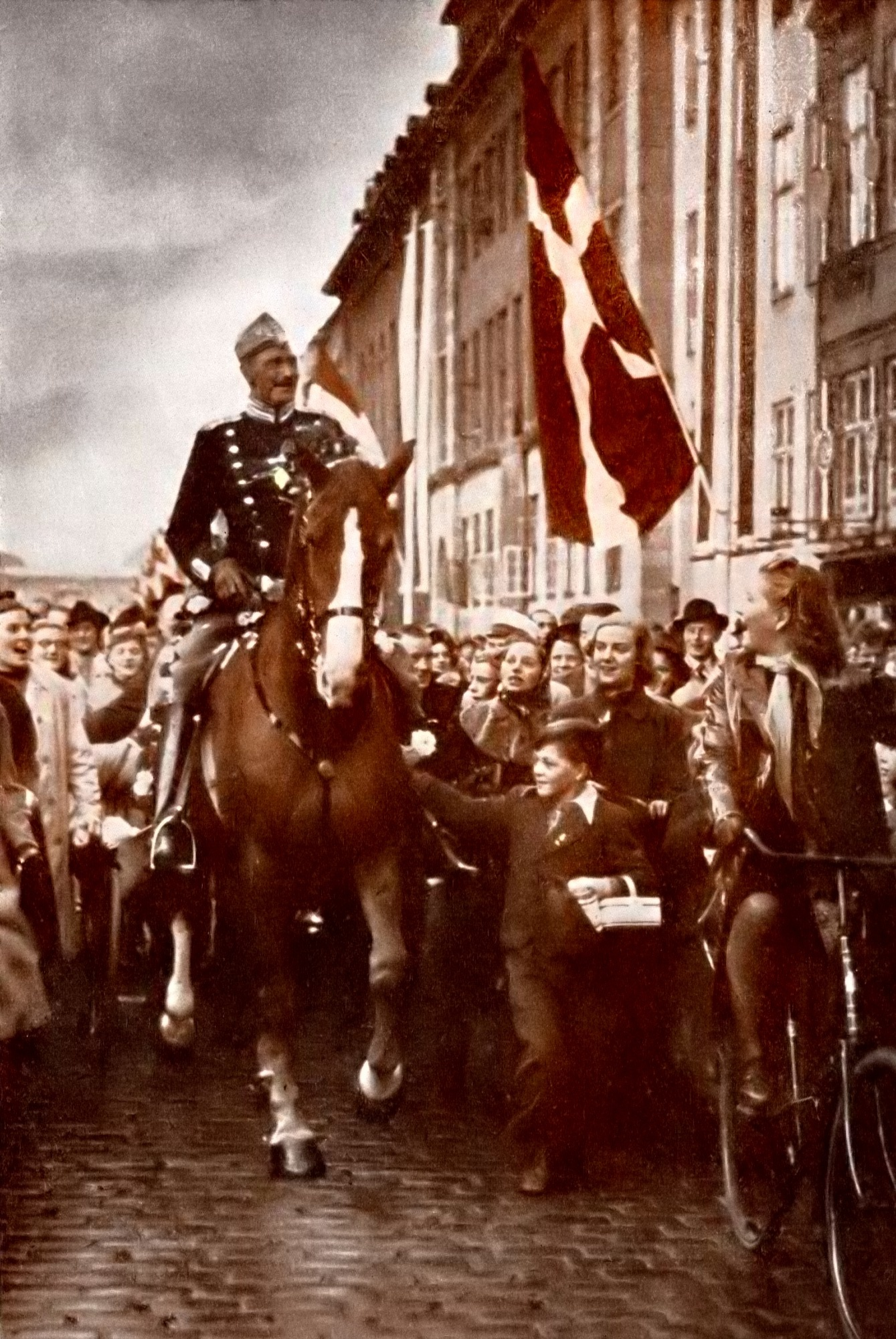
Во время немецкой оккупации Дании ежедневная поездка короля через Копенгаген стала символом датского суверенитета. Этот снимок был сделан в день его рождения в 1940 году. Обратите внимание, что его не сопровождает охранник.
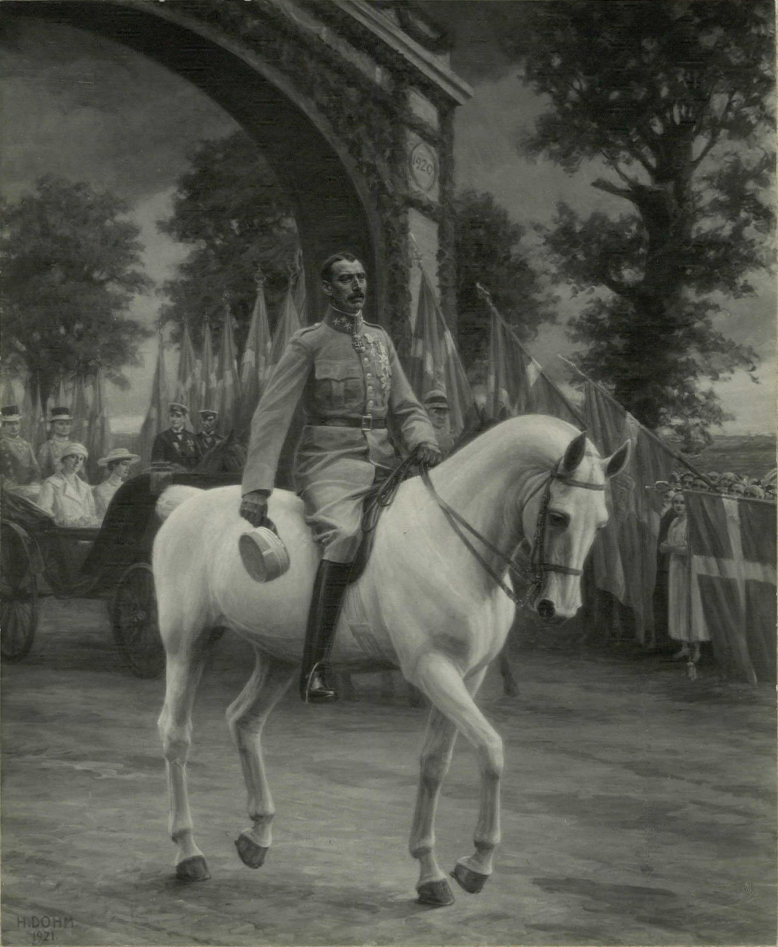
Король Дании Кристиан X в 1920 г.
2 кроны 1923 г. — датская памятная монета по поводу серебряной свадьбы короля Кристиана X и королевы Александрины.